# Rhombodera ornatipes
Rhombodera ornatipes är en bönsyrseart som beskrevs av Werner 1922. Rhombodera ornatipes ingår i släktet Rhombodera och familjen Mantidae. Inga underarter finns listade i Catalogue of Life.